# Gelves
Gelves is een gemeente in de Spaanse provincie Sevilla in de regio Andalusië met een oppervlakte van 8 km². In 2007 telde Gelves 8540 inwoners.

## Demografische ontwikkeling
Bron: INE; 1857-2011: volkstellingen